# TT248
TT248 (Theban Tomb 248) è la sigla che identifica una delle Tombe dei Nobili ubicate nell'area della cosiddetta Necropoli Tebana, sulla sponda occidentale del Nilo dinanzi alla città di Luxor, in Egitto. Destinata a sepolture di nobili e funzionari connessi alle case regnanti, specie del Nuovo Regno, l'area venne sfruttata, come necropoli, fin dall'Antico Regno e, successivamente, sino al periodo Saitico (con la XXVI dinastia) e Tolemaico.

## Titolare
TT248 era la tomba di:
| Titolare | Titolo                                    | Necropoli | Dinastia/Periodo | Note |
| -------- | ----------------------------------------- | --------- | ---------------- | --- |
| Thutmosi | Costruttore delle offerte di Thutmosi III | el-Khokha | XVIII dinastia   | a est dalla TT173; quattro tombe accessibili dall'unica casa di Hasan Ahmed el-Gurni (TT245, TT246, TT247, TT248) |

## Biografia
Unica notizia biografica ricavabile, il nome della moglie: Tamert.

## La tomba
Della tomba, che si apre nel lato nord di un cortile, da cui si accede anche alle tombe TT245, TT246, TT247 e TT258, è nota la planimetria in forma di sala rettangolare decentrata rispetto all'ingresso; unico dipinto parietale leggibile (1 verde in planimetria) il defunto con la moglie e un bambino (di cui non viene indicato il nome) ricevono offerte di fiori da Khaemnuter, Prete lettore di Amenhotep II. La tomba non è stata ancora presa in considerazione da moderni lavori di rilevazione dopo l'abbandono del villaggio che la sovrastava.

### Annotazioni
1. ↑  La numerazione dei locali e delle pareti segue quella di Porter e Moss 1927, p. 326.
2. ↑  La prima numerazione delle tombe, dalla numero 1 alla 253, risale al 1913 con l'edizione del "Topographical Catalogue of the Private Tombs of Thebes" di Alan Gardiner e Arthur Weigall. Le tombe erano numerate in ordine di scoperta e non geografico; ugualmente in ordine cronologico di scoperta sono le tombe dalla 253 in poi.
3. ↑  I campi della Duat, ovvero l'aldilà egizio, si trovavano, secondo le credenze, proprio sulla riva occidentale del grande fiume.
4. ↑  Nella sua epoca di utilizzo, l'area era nota come "Quella di fronte al suo Signore" (con riferimento alla riva orientale, dove si trovavano le strutture dei Palazzi di residenza dei re e i templi dei principali dei) o, più semplicemente, "Occidente di Tebe".
5. ↑  le Tombe dei Nobili, benché raggruppate in un'unica area, sono di fatto distribuite su più necropoli distinte.
6. ↑  Le note, sovente di inquadramento topografico della tomba, sono tratte dal "Topographical Catalogue" di Gardiner e Weigall, ed. 1913 e fanno perciò riferimento alla situazione dell'epoca.
7. ↑  Fino a tempi molto recenti, alcune delle tombe vennero adibite ad abitazioni o a pertinenze di abitazioni, come stalle, cantine, depositi e magazzini. Tale impiego, protrattosi per millenni, come è intuibile, ha ulteriormente favorito il danneggiamento di già precarie rappresentazioni parietali o, in taluni casi, ha addirittura causato la perdita o la demolizione di pareti o colonne, o pilastri. I riferimenti di Gardiner e Weigall ad abitazioni private debbono perciò essere intese in tal senso e fanno riferimento, come è ovvio, agli anni in cui le rilevazioni ebbero luogo considerando che la pubblicazione del "Topographical Catalogue" risale al 1913.
8. ↑  Era compito dei preti "lettori" l'organizzazione delle cerimonie e la recitazione ad alta voce, durante le cerimonie sacre, degli inni previsti. Proprio per tale conoscenza delle invocazioni giuste e corrette, i "lettori" venivano considerati detentori di poteri magici.
9. ↑  I lavori saranno agevolati dalla demolizione, eseguita nel 2006, del villaggio di Gurna che da centinaia d'anni ricopriva l'area delle Tombe dei Nobili con il trasferimento degli abitanti in Gurna Gedida, ovvero "Nuova Gurna". Ciò ha consentito, inoltre, il rinvenimento di ulteriori tombe fino ad allora sconosciute perché coperte, oppure occupate, dalle case del villaggio.

### Fonti
1. ↑  Gardiner e Weigall 1913.
2. ↑  Donadoni 1999,  p. 115.
3. ↑  Gardiner e Weigall 1913, p. 38.
4. ↑  Porter e Moss 1927,  p. 335.
5. ↑  Gardiner e Weigall 1913, pp. 38-39.
6. ↑  Gardiner e Weigall 1913, p. 39.
7. ↑  Porter e Moss 1927,  p. 333.
8. ↑  Porter e Moss 1927,  pp. 332-333.
9. ↑  Kampp 1996.